# Карманаша
Кармана́ша или Кармна́ша (Карамнаса, Карманаса, англ. Karmnasha) — река в Индии, приток Ганга. Берёт своё начало на территории штата Джаркханд и протекает по границе между штатами Уттар-Прадеш и Бихар. Впадает в Гангу около города Буксар в Бихаре. Название реки в переводе означает «разрушение кармы». Согласно индуистским верованиям, принятие омовения в Карманаше имеет противоположный эффект от купания в Ганге. Если омовение в Ганге очищает человека от последствий его греховной деятельности, то омовение в Карманаше забирает всю его хорошую карму. Согласно легенде, выдающийся средневековый индийский поэт Кабир незадолго до своей смерти пожелал очистится от последствий как своей хорошей, так плохой деятельности. С этой целью он принял омовение в Ганге и Карманаше.